# Gallieniella betroka
Gallieniella betroka is een spinnensoort uit de familie Gallieniellidae. De soort komt voor in Madagaskar.